# Wadi Sus
Wadi Sus (arab. وادي سوس, fr. Oued Souss) – rzeka w południowym Maroku, wypływa z Atlasu Wysokiego, uchodzi do Oceanu Atlantyckiego na południe od Agadiru. W dolinie Wadi Sus położone jest miasto Tarudant.